# Petr Cauchon
Petr Cauchon (francouzsky Pierre Cauchon, latinsky Petrus Calconeus; 1371, Remeš – 18. prosince 1442, Rouen) byl biskup z Beauvais a Lisieux a hlavní soudce procesu s Janou z Arku.

## Život

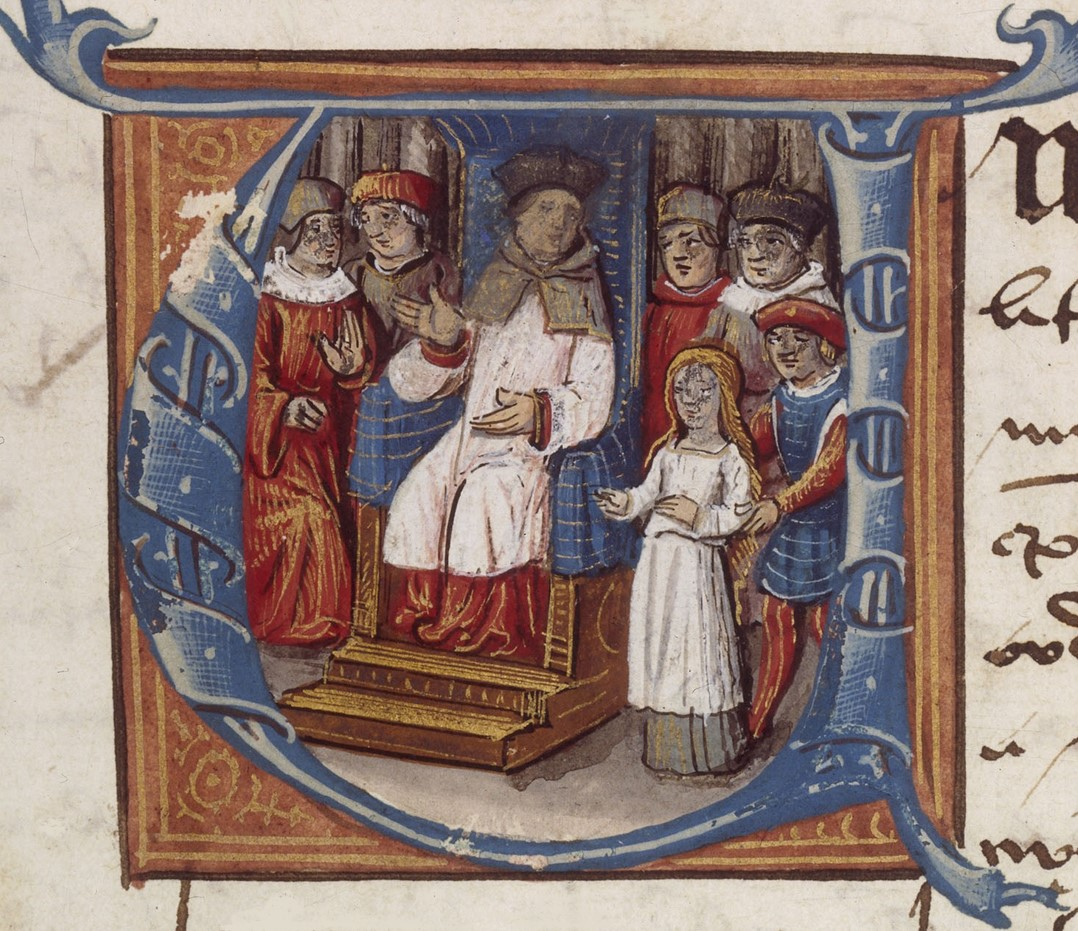
Petr Cauchon při procesu s Janou z Arku

Narodil se v Remeši a jako mladý studoval teologii a kanonické právo na Pařížské univerzitě. Od roku 1404 měl přátelské styky s Janem I., vévodou burgundským, a později s jeho nástupcem Filipem III. Dobrým.
Po zajetí Jany z Arku Burgunďany u Compiègne hrál Cauchon hlavní roli ve vyjednávání o jejím vydání Angličanům a následně v roce 1431 se stal hlavním soudcem vykonstruovaného procesu, který měl především diskreditovat ji a krále Karla VII., kterého korunovala. Proces trval od 21. února 1431 do 24. května, Jana z Arku pak byla upálena 30. května.
V roce 1432 se stal biskupem v Lisieux. Zemřel 18. prosince 1442 v Rouenu a je pochován v katedrále v Lisieux.